# Ixia exiliflora
Ixia exiliflora är en irisväxtart som beskrevs av Peter Goldblatt och John Charles Manning. Ixia exiliflora ingår i släktet Ixia och familjen irisväxter. Inga underarter finns listade i Catalogue of Life.